# 亞歷山德拉·沃茲尼亞克

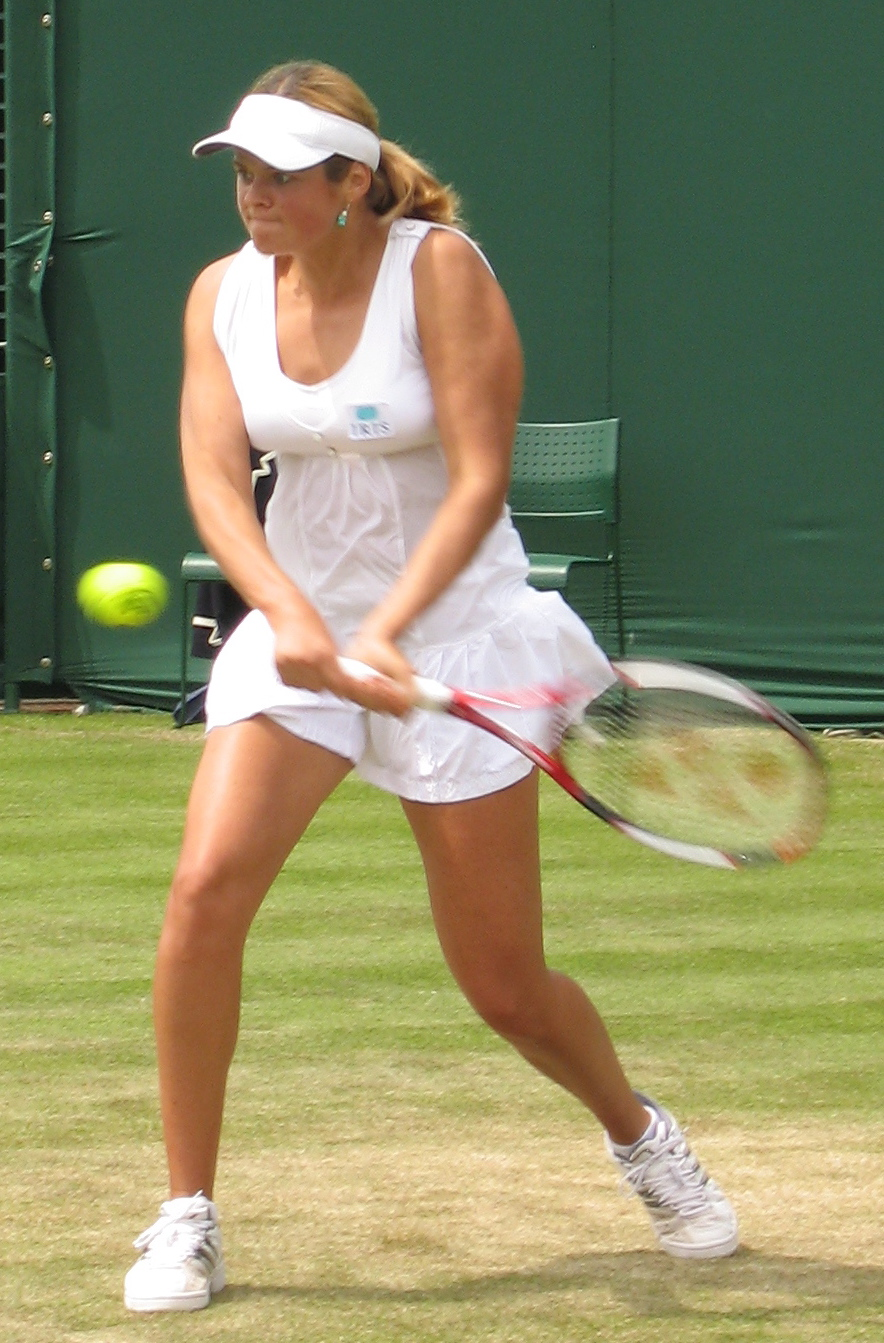
亞歷山德拉·沃茲尼亞克

亞歷山德拉·沃茲尼亞克（波蘭語：Aleksandra Wozniak，1987年9月7日—）是加拿大女子網球選手。她在2008年的一項比賽中擊敗法國選手瑪麗恩·巴托莉而取得第一個單打冠軍後開始成名。

## 相關人物
- 卡洛琳·瓦芝妮雅琪（Caroline Wozniacki）— 她與禾絲妮雅克一樣，都是波蘭裔人。

## 外部連結
- 官方网站（法文）（英文）
- 亞歷山德拉·沃茲尼亞克的国际女子网球协会官方資料（英文）
- 亞歷山德拉·沃茲尼亞克的國際網球總會 職業／青少年 官方資料（英文）
- Fed Cup - Player profile - Aleksandra WOZNIAK (CAN) （页面存档备份，存于）